# Bewitched (série de televisão)
Bewitched é uma série de televisão americana transmitida de 1964 a 1972 pela rede de televisão norte-americana ABC. Sucesso internacional em dezenas de países onde foi exibida, foi criada por Sol Saks e estrelada por Elizabeth Montgomery, Agnes Moorehead, Dick York (1964–1969) e Dick Sargent (1969-1972).
O enredo da série é sobre uma feiticeira que se casa com um homem mortal comum e promete levar a vida de uma típica dona de casa suburbana americana. Com grande popularidade nos Estados Unidos, a série se tornou a segunda atração mais vista no país em seu ano de estreia e a mais longa série televisiva com temática sobrenatural durante os anos 60 e 70. Ao longo de suas oito temporadas, a série foi indicada aos prêmios mais respeitados da TV. Entre eles 4 Globos de Ouro e 22 Prêmios Emmy. Sendo que o momento mais memorável foi quando a atriz Marion Lorne ganhou o prêmio de melhor atriz coadjuvante em comédia pela performance de Tia Clara. Lorne faleceu 10 dias antes da cerimônia e Elizabeth Montgomery recebeu o prêmio em nome da atriz.

## Sinopse
"Samantha" e "James" seriam um típico casal americano se não houvesse um detalhe inusitado: Samantha tem o poder de fazer mágica com uma simples torcidinha do nariz. E o marido James, um publicitário atrapalhado, também tem características incomuns, apesar de não ter nenhum poder excepcional. Quando descobre os dons da jovem esposa prefere ignorá-los, sem jamais contar com eles na solução dos seus problemas. Ele segue trabalhando duro, levando bronca do chefe, sem pedir ajuda a sua bruxinha particular. Já Samantha, fiel a sua origem, está sempre tentada a usar todos os seus poderes, para facilitar a vida do casal.
Mas o amor fala mais alto e para não desagradar ao marido a feiticeira vive driblando sua natureza de bruxa. O resultado desse conflito permanente é uma sucessão de situações complicadas, surpreendentes e muito divertidas.
James se irrita com as magias da mulher e principalmente com as interferências de "Endora", que além de sogra é uma terrível bruxa, sempre importunando a vida do casal. Eles tem dois filhos, a esperta bruxinha "Tabatha", que segue os passos da mãe na magia e "Adam", o filho mortal. A vida do casal é compartilhada com outros personagens encantadores, como a "Tia Clara", a esquecida babá das crianças, "Esmeralda", "Gladys Kravitz", a vizinha bisbilhoteira e "Abner", seu marido distraído, "Serena", a prima biruta de Samantha, "Larry Tate", o chefe de poucos escrúpulos de James e "Arthur"; o tio palhaço de Samantha.

## Elenco

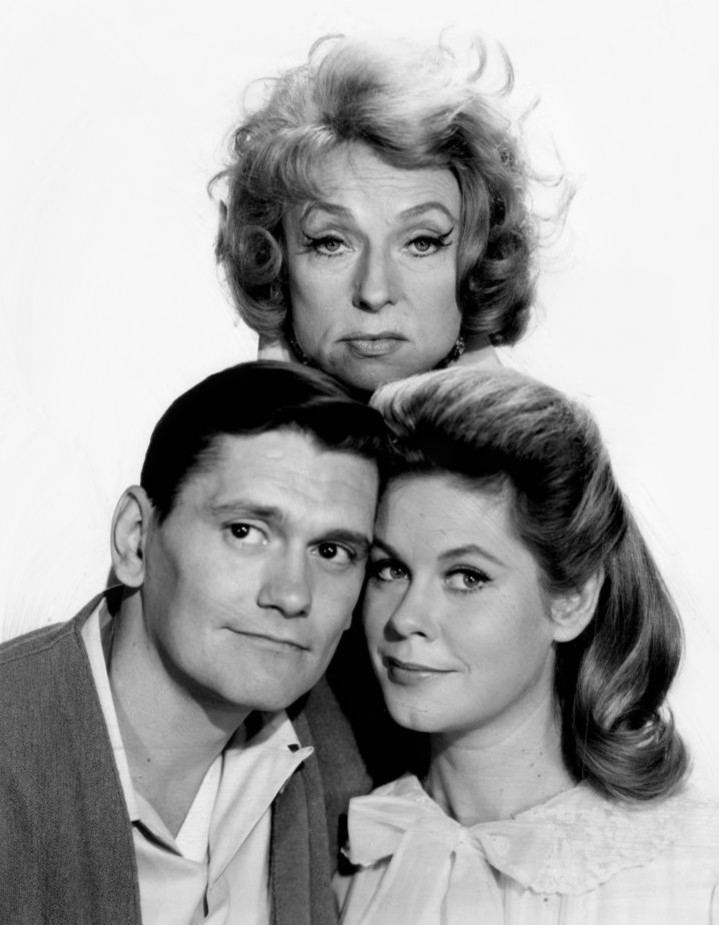
O trio protagonista em 1964

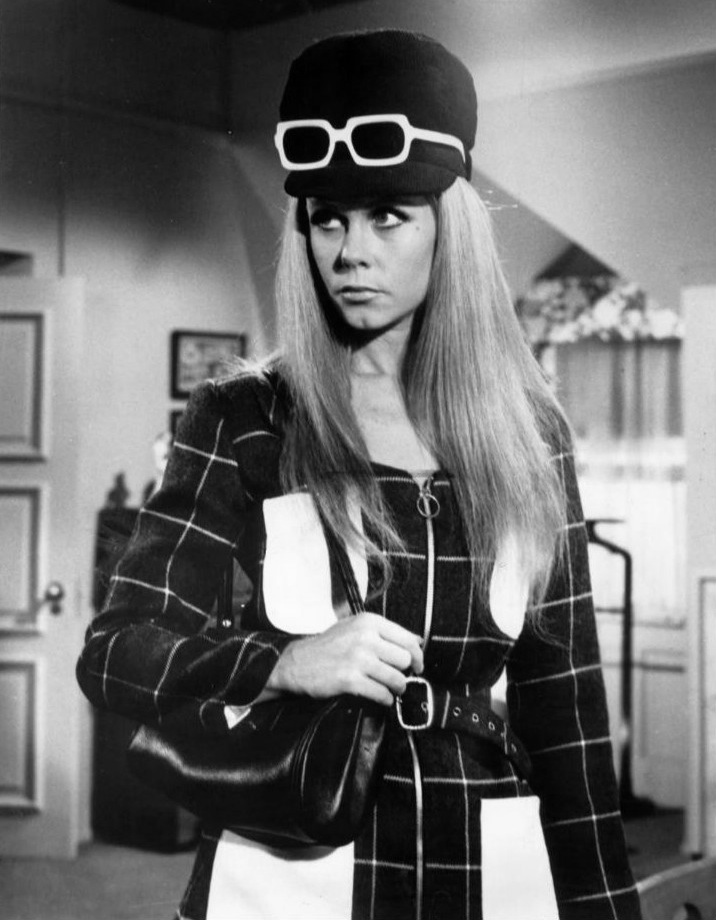
Elizabeth Montgomery no papel de Serena (1968), a prima amalucada de Samantha

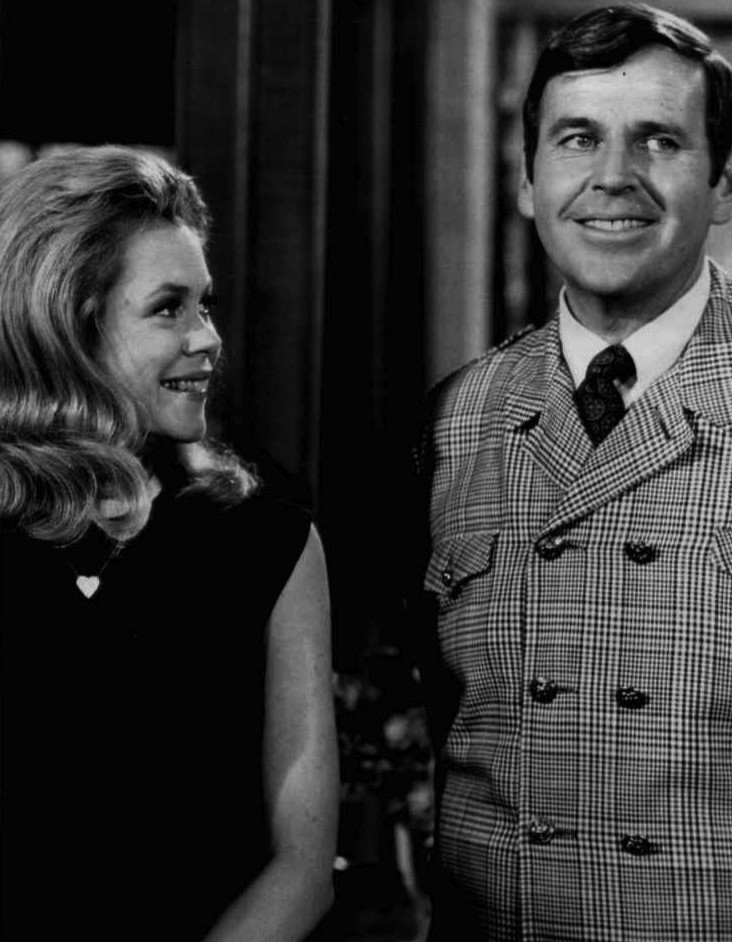
Samantha ao lado do hilário Tio Arthur em 1968, um dos mais famosos personagens da série

- Elizabeth Montgomery - Samantha Stephens e Serena
- Dick York - James Stephens (durante as cinco primeiras temporadas)
- Dick Sargent - James Stephens (pelas três últimas)
- Agnes Moorehead - Endora
- David White - Larry Tate
- Marion Lorne - Tia Clara
- Alice Pearce - Gladys Kravitz (I)
- Sandra Gould - Gladys Kravitz (II)
- George Tobias - Abner Kravitz
- Maurice Evans - Maurice
- Paul Lynde - Tio Arthur e Harold (instrutor de Auto Escola de Samantha)
- Bernard Fox - Dr. Bombay
- Irene Vernon - Louise Tate (I)
- Kasey Rogers - Louise Tate (II)
- Mabel Albertson - Phyllis Stephens
- Robert F. Simon - Frank Stephens (I)
- Roy Roberts - Frank Stephens (II)
- Alice Ghostley - Esmeralda
- Erin Murphy e Diane Murphy - Tabatha
- David Lawrence e Greg Lawrence - Adam
- Serena - Pandora Spocks

## Mudanças no elenco

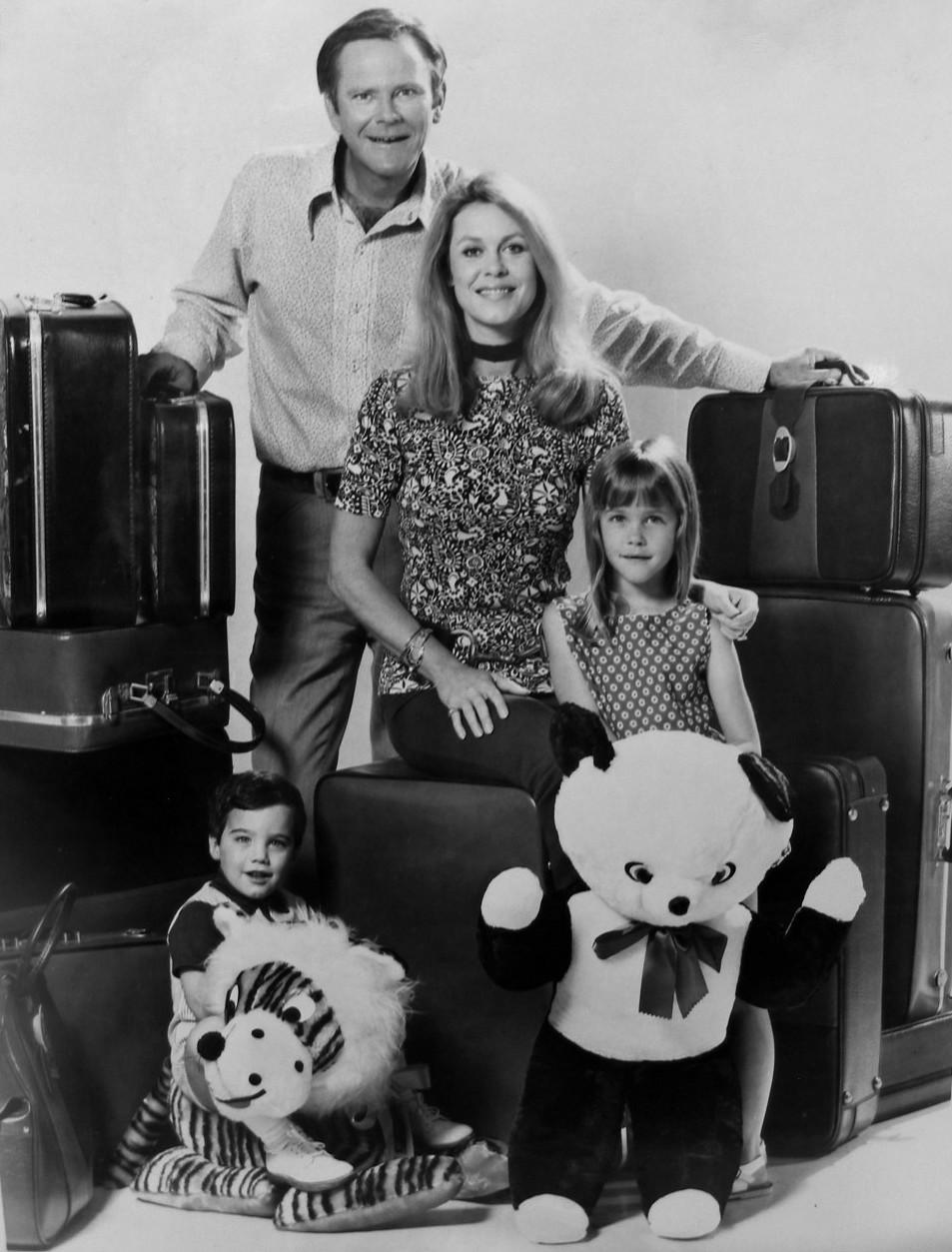
Dick Sargent, Elizabeth Montgomery, Erin Murphy e David Lawrence durante o final da temporada (1971–1972)

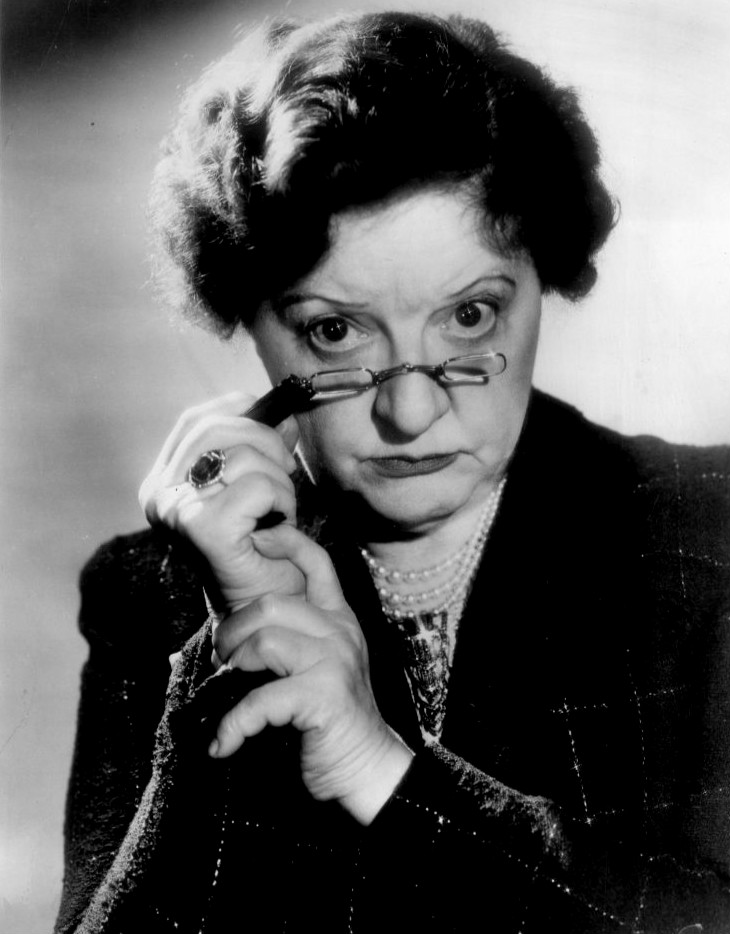
Marion Lorne interpretava Tia Clara

A primeira grande alteração no elenco ocorreu com a morte de Alice Pearce, que interpretava Gladys Kravitz. A atriz faleceu vítima de câncer, em 3 de março de 1966. Ao longo da segunda temporada a atriz estava visivelmente debilitada. Sua última participação foi no episódio de número 62, "Baby's First Paragraph" (Precocidade Encantadora). Foi substituída por Sandra Gould a partir da terceira temporada. Também ao final da segunda temporada a atriz Irene Vernon, que interpretava Louise Tate, deixou o elenco em razão do descontentamento com seu papel e foi substituída pela atriz Kasey Rogers.
A morte da atriz Marion Lorne, em 9 de maio de 1968, também mudou os rumos da série. Sua última participação foi na quarta temporada, no episódio de número 130 (Episódio 23 da quarta temporada), "Samantha's Secret Saucer" (Gente do Outro Mundo). Em seu lugar entrou Alice Ghostley, mas no papel da empregada Esmeralda, outra personagem, já que Tia Clara foi uma personagem marcante para o público e os produtores optaram por não continuar com a personagem sob interpretação de outra atriz.
A mudança mais emblemática no elenco ocorreu ao final da quinta temporada com o afastamento do ator Dick York, que contraiu sequelas e fortes dores após um acidente de carro em 1959. O uso dos medicamentos fez Dick York faltar constantemente às gravações da série, e quando o caso tornou-se mais sério foi necessário pensar num substituto. A partir da sexta temporada, em 1969, o personagem James Stephens passou a ser interpretado por Dick Sargent, causando estranhamento do público e o declínio gradativo de audiência da série até sua oitava e última temporada.

## Contexto cultural
Em fevereiro de 1964, a feminista Betty Friedan escreveu "Televisão e Mística Feminina" para o "TV Guide", em que ela criticou a forma como as mulheres eram retratadas na televisão. Ela resumiu sua representação como domésticas estúpidas, pouco atraentes e inseguras. O tempo delas estava dividido entre sonhar com amor e tramar vingança contra seus maridos. Samantha não foi retratada dessa maneira e Endora usou palavras parecidas com Friedan para criticar o entediante trabalho doméstico. Outros analisaram o modo como a série “joga” e subverte uma rica carga de estereótipos e alusões culturais sobre bruxos, papéis de gênero, propaganda e consumismo.
No episódio da primeira temporada, "Eat at Mario's" (Feiticeira Bem Temperada), exibido em 27 de maio de 1965, Samantha e Endora cooperam no uso de sua feitiçaria para defender e promover um restaurante italiano de qualidade. Eles se deliciam com um papel ativo e agressivo no espaço público, abrindo novos caminhos na representação de mulheres na televisão.
A série usava de humor e comédia para questionar o papel da mulher na sociedade na década de 1960, em momento que o feminismo ganhava força nos Estados Unidos. A Feiticeira também tecia críticas sociais pertinentes, em um momento de grandes transformações sociais.

## Episódios
| Temporada | Temporada | Episódios | Episódios | Originalmente exibido  | Originalmente exibido |
| Temporada | Temporada | Episódios | Episódios | Estreia da temporada   | Final da temporada    |
| --------- | --------- | --------- | --------- | ---------------------- | --------------------- |
|           | 1         | 36        | 36        | 17 de setembro de 1964 | 3 de junho de 1965    |
|           | 2         | 38        | 38        | 16 de setembro de 1965 | 9 de junho de 1966    |
|           | 3         | 33        | 33        | 15 de setembro de 1966 | 4 de maio de 1967     |
|           | 4         | 33        | 33        | 7 de setembro de 1967  | 16 de maio de 1968    |
|           | 5         | 30        | 30        | 26 de setembro de 1968 | 24 de abril de 1969   |
|           | 6         | 30        | 30        | 18 de setembro de 1969 | 16 de abril de 1970   |
|           | 7         | 28        | 28        | 24 de setembro de 1970 | 22 de abril de 1971   |
|           | 8         | 26        | 26        | 15 de setembro de 1971 | 25 de março de 1972   |

As duas primeiras temporadas foram produzidas em preto e branco. A partir da terceira temporada, os episódios passaram a ser produzidos em cores. No final da década de 1990, os episódios da primeira e segunda temporada foram colorizados por computador.

### Abertura
A abertura de A Feiticeira é uma animação produzida pelos estúdios Hanna-Barbera. A produtora detinha os direitos sobre a série para produzir um desenho animado, mas o projeto nunca foi adiante, apesar de Samantha e James Stephens terem participado de um episódio de Os Flintstones. A abertura mostrava Samantha, caracterizada com roupa e chapéu de bruxa, sobrevoando com uma vassoura o céu estrelado e escrevendo o nome "Bewitched" em letras estilizadas. Após uma pequena mexidinha no nariz, ela surge na cozinha onde transforma-se em uma gata após ser beijada por James; depois de pular no colo de James retorna à forma humana, momento em que surge da panela no fogão uma enorme fumaça em que é creditado o nome de Agnes Moorehead como Endora. A segunda abertura, utilizada a partir da sexta temporada, credita o nome de Elizabeth Montgomery logo em seu início e altera a caricatura de James, tornando-a parecida com Dick Sargent, em razão da saída de Dick York. Também ocorreu alteração do jingle. Na fumaça onde antes era creditado somente o nome de Agnes Moorehead como Endora, também passam a ser creditados os nomes de David White como Larry Tate e dos produtores da série.

## Exibição no Brasil

### TV Aberta
No Brasil, A Feiticeira estreou em 1965 pela TV Paulista. Em 1968, a série passou a ser veiculada pela TV Excelsior e logo depois passou para a Rede Tupi. Na década de 1970, a TV Globo exibiu reprises da série na programação matutina. Foi exibida também pela Rede Record no final dos anos 70  até meados dos anos 80 e pela Rede Bandeirantes entre 1987 a 1991.  Com a massificação da TV a cores, as duas primeiras temporadas, produzidas em preto e branco, geralmente eram ignoradas pelas emissoras, assim como ocorreu nos Estados Unidos.
Em 1999, a recém-inaugurada RedeTV! passou a exibir a série de Segunda a Sábado em dois horários: 13h e 20h30, juntamente com a série Jeannie é um Gênio através do bloco Série Especial. Em 2001, a emissora também passou a exibir as duas primeiras temporadas, colorizadas por computador e com dublagem original. Em Março de 2002 ambas as séries saíram do ar. Foi exibida também na Rede 21, emissora do Grupo Bandeirantes, entre 2004 a 2006. A RedeTV! trouxe A Feiticeira de volta à programação em 6 de Março de 2006, sendo exibida de Segunda a Sexta às 14h. Em Abril, a série migrou para às 18h45 e posteriormente em Junho para às 20h40, de Segunda a Sábado, até que deixou de ser exibida em razão do horário político na ocasião das Eleições gerais no Brasil em 2006, voltando algumas semanas depois. Em Fevereiro de 2007 a RedeTV! passou a exibir a série apenas aos Sábados até o dia 7 de Abril de 2007, quando saiu do ar e não mais voltou.  Em Setembro de 2007, A Feiticeira foi exibida diariamente pela Rede Brasil de Televisão, na época, em 3 horários: 12h30, 19h30 e 23h30. Em 2008 chegou a ser exibida 10h e 18h e em meados do mesmo ano, às 15h de Segunda a Sábado. Sendo que nos anos seguintes, a série era exibida em horários e dias inconstantes.
Desde 2019, a Rede Brasil exibe a série às segundas e quintas-feiras às, 07h30, 13h15 e as 21h00.
Em Abril de 2020, passou a ser exibida também pela TV Cultura.

### TV por assinatura
Na TV por assinatura, a série foi exibida na década de 1990 pelo canal Warner Channel. Também foi exibida pela Nickelodeon, no bloco noturno Nick at Nite entre Fevereiro de 2006 a Abril de 2010, e saiu do ar após reformulações na programação do canal. Houve um breve retorno em 3 de Janeiro de 2011, mas saiu definitivamente do canal no final do mês. Estreou na programação do Canal Viva no dia 2 de julho de 2018, sendo exibida de segunda a sexta, às 08h00, 02h45 e 05h50  com os episódios disponibilizados no serviço de streaming do canal, o Viva Play, onde as temporadas ficam disponíveis antes da exibição da TV. No Viva, foram exibidas apenas as cinco primeiras temporadas, não sendo exibidas, curiosamente, as três últimas temporadas após a substituição de Dick York por Dick Sargent. Além disso, alguns episódios da segunda temporada não foram exibidos, bem como episódios com dublagem parcial ou totalmente perdida nas temporadas seguintes. A série deixou a programação do canal em 1 de setembro de 2020.